# Zdenko Baotić
Zdenko Baotić (* 9. März 1985 in Gradačac, Jugoslawien) ist ein ehemaliger bosnisch-herzegowinischer Fußballtorwart. Er besitzt neben der bosnisch-herzegowinischen auch die kroatische Staatsangehörigkeit.

## Karriere
Baotić begann seine Karriere als Profifußballspieler im Jahre 2001 bei HNK Orašje in der Premijer Liga, der höchsten Spielklasse von Bosnien und Herzegowina. Für den Fußballverein aus Orašje absolvierte er bis zum Jahre 2006 85 Spiele und wurde mit der Mannschaft in der Saison 2005/06 bosnisch-herzegowinischer Pokalsieger. Nach seinem Abgang bekam er ein Angebot vom kroatischen Traditionsklub Hajduk Split, das er aber ausschlug um zum FK Željezničar Sarajevo in die Hauptstadt seines Heimatlandes zu wechseln. Bei den Blau-Weißen aus Sarajevo lief er in 24 Spielen auf den Platz, ehe er im Jahre 2008 vereinslos wurde. Danach stand er im Kontakt mit dem österreichischen Bundesligisten SK Sturm Graz, wo er im Dezember 2008 ein viertägiges Probetraining absolvierte. Am 5. Jänner 2009 wurde bekannt gegeben, dass Baotić einen Vertrag beim SK Sturm bis Saisonende 2008/09 mit Option auf zwei weitere Jahre unterzeichnet hat, welche allerdings nicht gezogen wird. Für den steirischen Traditionsklub kam Baotić nie zum Einsatz. Ein einziges Mal in seiner Zeit beim Verein saß er als zweiter Torwart auf der Ersatzbank, doch kam er für die Amateurmannschaft der Grazer zu sieben Einsätzen in der drittklassigen Regionalliga Mitte.
In der Sommerpause vor der Saison 2009/10 wechselte er zu Oțelul Galați in die Liga 1, der höchsten Spielklasse im rumänischen Fußball. Ende 2010 wurde sein Vertrag aufgelöst. Anschließend war er einige Zeit ohne Verein, ehe er seine Laufbahn beendete.

### International
Von 2002 bis 2007 stand Baotić im Tor der U-21-Auswahl von Bosnien und Herzegowina, für die er insgesamt 17 Länderspiele absolvierte. Im Herbst 2007 nahm ihn der Trainer der Bosnisch-herzegowinischen Fußballnationalmannschaft, Fuad Muzurović, in den Kader auf.

## Erfolge
- Bosnisch-herzegowinischer Pokalsieger: 2005/06